# Chiesa di Cristo
La Chiesa di Cristo è una congregazione religiosa rappresentata da numerose comunità cristiane autonome, aggregate l'una all'altra da un insieme di studi, competenze e consuetudini comuni. La Chiesa di Cristo pratica la dottrina cristiana esclusivamente in base alla sacralità della Bibbia che si esplicita come restauratrice dell'originaria ed originale comunità cristiana del primo secolo fondata direttamente da Gesù Cristo e dai suoi Apostoli.
Molte tra le dottrine delle comunità più moderne sembrerebbero esser comuni al Protestantesimo, ma la differenza si rende evidente - dando luogo ad una netta contrapposizione - nel momento in cui esso sostiene che alcuni insegnamenti presenti nel Nuovo Testamento siano legati alle convinzioni personali degli Apostoli, condizionati dalla mentalità del loro tempo. Anche (ma non solo) per questo, i membri della Chiesa di Cristo vengono identificati e riconosciuti come neoapostolici, per quanto loro si siano sempre definiti e si definiscano semplicemente cristiani.
I membri della chiesa disapprovano e condannano il culto mariano, la venerazione dei santi, l'idolatria e l'iconodulia.

## Storia
La Chiesa di Cristo moderna ha le sue radici storiche nel Restaurazionismo, quell'eterogeneo movimento cui convergono i cristiani di molteplici denominazioni, volti alla ricerca del Cristianesimo originale "pre-denominazionale". I facenti parte di questo movimento, basano e permeano la dottrina cristiana così come le pratiche rituali unicamente sulla Sacra Bibbia, piuttosto che omologarsi ai convenzionali sinodi, e non riconoscendo le gerarchie di tutte le varie denominazioni che vorrebbero definire la cristianità dopo il primo secolo d.C..
La Chiesa di Cristo sostiene che le settarie diversificazioni tra cristiani non esprimano la volontà del Signore, bensì siano frutto della volontà umana (Gesù Cristo ha fondato e voluto un'unica Chiesa); e che l'unica base per restaurare l'unità dei cristiani sia solo attraverso la Bibbia. Proprio per queste ragioni, tutti i confratelli della Chiesa di Cristo si identificano semplicemente come "cristiani" senza altre precisazioni o denominazioni. Hanno forte l'intento di voler ricreare la Chiesa così come fu stabilito da Gesù Cristo e dai suoi Apostoli, rimodellando quindi, dottrine e prassi, in accordo con i soli insegnamenti presenti nel Nuovo Testamento; e più precisamente nei Vangeli, nel libro degli Atti degli Apostoli e nelle Lettere di Paolo.
Il Primitivismo cristiano ha avuto origine dalla convergenza di diversi sforzi indipendenti per ritornare a quella che fu l'età apostolica del Cristianesimo. Nella fattispecie, due movimenti furono particolarmente importanti per lo sviluppo del Primitivismo. Il primo guidato da Barton Warren Stone iniziò a Cane Ridge, Kentucky, e i suoi membri definivano sé stessi semplicemente come "cristiani". Il secondo emerso nella Pennsylvania occidentale guidato da Thomas Campbell, e che usò il nome di "discepoli" - successivamente il lavoro di Campbell verrà proseguito e perfezionato dal figlio Alexander. Entrambi i gruppi cercavano di restaurare l'integrità della cristianità secondo lo schema del Nuovo Testamento.
Il movimento di Thomas Campbell era caratterizzato da una "sistematica e razionale ricostruzione" della Chiesa primitiva, in contrasto con il movimento di Barton Warren Stone, caratterizzato dalla libertà radicale e dalla mancanza di dogmi. Nonostante le differenze, i due movimenti concordavano su diversi punti critici. Entrambi vedevano la Chiesa primitiva come una strada per la libertà cristiana e che l'unità dei cristiani potesse essere restaurata usando come modello la cristianità apostolica. L'impegno di entrambi i movimenti per la restaurazione della Chiesa primitiva e per unificare la cristianità fu sufficiente alla quasi totalità dei membri e dei sostenitori di ambedue i movimenti per motivarne l'unione. Pur enfatizzando che la Bibbia fosse la sola fonte dottrinale, l'accettazione di cristiani con opinioni diverse fu la norma nella ricerca per la Verità. Uno slogan spesso citato del periodo fu "Nell'essenza, unità; nel non essenziale, libertà; in tutte le cose, amore". Fu così che i movimenti di Stone e Campbell nel 1832 si fusero.

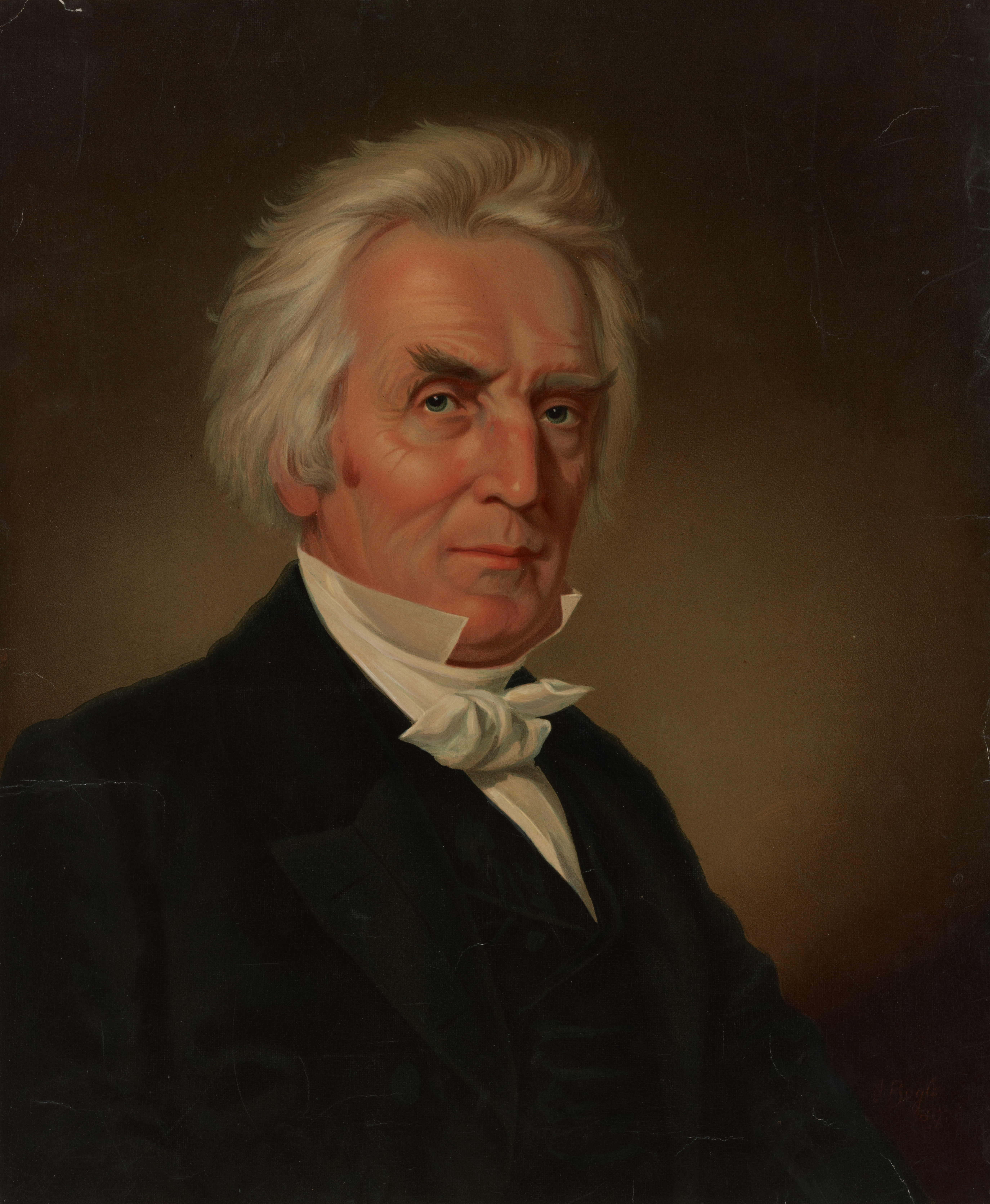
Alexander Campbell, (1788-1866)

Le radici dell'ala conservatrice del movimento primitivista che portò alla nascita della Chiesa di Cristo contemporanea, secondo quello che si riteneva essere il modello ideale della Chiesa primitiva, possono essere fatte risalire alle idee di Alexander Campbell (1788-1866), fra gli anni 1823-1830 (periodo in cui egli diresse il periodico Christian Baptist), e a quelle di molti altri direttori di giornali, che assieme a Campbell ebbero un'influenza decisiva nello sviluppo del movimento stesso (tra il 1830 ed il 1860 vedono la nascita ben ventotto giornali). Dal numero del 7 febbraio 1825 del Christian Baptist, Campbell scrisse una serie di articoli in cui si esprimeva in forte opposizione al settarismo, condannando il "pericolo" cattolico così come pure le relative scissioni scismatiche nelle loro denominazioni: ortodosse, protestanti e pentecostali.
Campbell invitò caldamente i credenti ad abbandonare le "sette" - nome con cui designava la separatezza tra le varie e molteplici denominazioni - per restaurare "l'antico ordine delle cose". Egli considerava la Chiesa come l'unione di tutti coloro fossero salvati in Cristo; ritenendo che gli elementi essenziali del Cristianesimo fossero stati rivelati chiaramente nel Nuovo Testamento; reputando che il credente potesse accedere e comprendere detti elementi essenziali con il libero esame delle Sacre Scritture, senza bisogno di un clero. Alexander Campbell, seppe così mantenere unito e coeso l'intero movimento restaurazionista.
Ma quando, nel 1866, il carismatico leader morì; con la sua morte emerse una lacerante spaccatura tra le comunità conservatrici sud-statunitensi e quelle progressiste nord-statunitensi, che ben presto divenne insanabile, al punto di determinare le condizioni per quella che sarebbe risultata un'inevitabile scissione. Infatti, nel 1890 si vennero a costituire due distinte correnti in seno ai cristiani primitivisti: da una parte i "conservatori", le cui tesi venivano caldeggiate e sostenute dalla rivista "Gospel Advocate", i quali si trovavano quasi esclusivamente nel sud; e dall'altra i "progressisti", influenzati dalle due riviste "Christian Standard" e "Christian Evangelist", i quali si trovavano principalmente nel nord. La congregazione dei conservatori si consolidò e costituì per l'appunto la Chiesa di Cristo; mentre, la congregazione dei progressisti Discepoli di Cristo fu quella che si venne a formare come alternativa.

## Chiesa di Cristo in Italia
La Chiesa di Cristo è presente in Italia a partire dal secondo dopoguerra, verso la fine degli anni '40. Nei primi anni '50, una decina di religiosi e preti della Chiesa Cattolica: Mario Piccoli di Roma, Aurelio Nori di Frascati, Fausto Salvoni di Milano, Italo Minestroni di Bologna, Raffaello Paone di Pietravairano (Caserta); ed altrettanti responsabili e pastori di diverse chiese protestanti, lasciarono le loro rispettive Chiese per accordarsi alla Chiesa di Cristo. In quegli anni fu molto importante l'attività di molti evangelizzatori itineranti, che spontaneamente invitavano i cristiani ad uscire dalle varie chiese denominazionali proponendo il modello della Chiesa primitiva. Sicuramente, anche la lettura della Sacra Bibbia in italiano generò una pulsione verso un Cristianesimo non denominazionale. Infine, ma non per ultimo, a tutto ciò si deve aggiungere l'attività missionaria che svolse la Chiesa di Cristo americana. Un gruppo di missionari americani acquistò e si insediò in una villa nel comune di Grottaferrata (Roma), che diventerà successivamente il loro "centro operativo", dove verrà anche organizzato un orfanotrofio.
Oltre alla predicazione, l'attività principale del gruppo di missionari americani, fu quella di assistere i bambini orfani e i poveri nella villa, che così prenderà il nome di Villa Speranza. Lo sviluppo della missione romana, determinò la mobilitazione di oltre tremila persone allo studio delle Sacre Scritture; molti delle quali si battezzarono ed entrarono a far parte della Chiesa di Cristo.
Tra gli anni '50 e anni '60, non mancano le difficoltà. Nel 1953, Mario Scelba, allora Ministro dell’Interno, ordinò la chiusura in tutta Italia di tutti i locali di culto della Chiesa di Cristo. Intervenne l'ambasciata americana a Roma, e conseguentemente si pronunciò la Corte Costituzionale; questo determinò che nel 1960 venisse riconosciuta alla Chiesa di Cristo la possibilità di svolgere l'attività missionaria e la libertà di culto. Durante la visita di Papa Paolo VI ad Aprilia nel 1966, i Carabinieri fecero togliere una locandina in cui si affermava che il Papa non fosse il vicario di Cristo. I responsabili e tutti i membri della Chiesa di Cristo di Aprilia furono denunciati per vilipendio al Pontefice. Vennero poi tutti assolti poiché il fatto non costituì reato.
Agli inizi degli anni '60 lungo tutto il territorio nazionale c'erano oltre 50 Chiese di Cristo, con oltre 1700 membri. Nel 2011 le stime vennero aggiornate, registrando circa 150 tra "Chiese pubbliche" e "Chiese domestiche", con una partecipazione approssimativa di oltre 5000 membri, tenendo in considerazione sia coloro che sono stati battezzati, risultando frequentatori regolari della Chiesa e partecipanti agli studi biblici (circa 3750 membri), ma anche i battezzati non frequentatori della Chiesa e i semplici simpatizzanti (circa 1250 membri).
Tra il 1950 al 1952 vennero fondate le prime scuole bibliche a Frascati e a Milano, dal 1953 al 1957, dove si formano i primi evangelizzatori italiani: Otello Pandolfini, Lido Petrini, Gilberto Di Luca, Salvatore Puliga, Alessandro Corazza, Leo Luca Bonanno, Giulio Pistolesi e molti altri ancora. Nel 1958 si aprì la Scuola Biblica di Firenze, mentre dal 1969 al 1983 operò la Facoltà Teologica di Milano, diretta da Fausto Salvoni. La Facoltà Teologica di Milano ha pubblicato per oltre quindici anni la rivista Ricerche Bibliche Religiose, quale organo ufficiale della Chiesa di Cristo. I professori, Fausto Salvoni e Italo Minestroni, hanno entrambi congiuntamente tradotto dai testi originali il Nuovo Testamento, ed hanno entrambi collaborato alla traduzione in italiano della Bibbia Concordata edita nel 1968. Il professor Salvoni ha anche partecipato alla realizzazione della Bibbia in lingua corrente - Parola del Signore, in qualità di traduttore e coordinatore.
La Chiesa di Cristo a Roma, da diversi anni partecipa, assieme ad altre comunità, a missioni umanitarie e mediche: in Costa d'Avorio nel 1993, in Romania nel 1994, in Benin nel 1996, in Albania nel 1999 e nel 2000 ed in Honduras nel 2012. Da diversi anni qui in Italia si organizzano ogni anno diversi campeggi, sia per i giovani che per le famiglie. Annualmente vengono organizzati convegni su tematiche bibliche, religiose, etiche, dove sono invitati a partecipare cristiani provenienti da tutta Italia. Tutti i membri delle Chiese di Cristo italiane sono coinvolti in molte attività di ambito sociale: dall’assistenza ai malati, alla cura dei bambini e degli anziani, dall'assistenza ai disabili al prendersi cura dei bisognosi. La predicazione resta comunque la principale attività.
Le Chiese di Cristo italiane custodiscono un'identità propria; con le Chiese americane hanno in comune solo le dottrine fondamentali, ma da queste ultime si distinguono, spesso diversificandosi anche tra loro, su questioni culturali come: l'indirizzo politico, la pena di morte, la partecipazione dei cristiani alle guerre ed il divieto di fare uso di bevande alcoliche (in generale) o di vino e birra durante i pasti. 
Le Chiese di Cristo italiane, a dispetto di quelle americane, mostrano di avere un credo piuttosto omogeneo, eccezion fatta per le comunità strumentali e le Chiese di Cristo anti-istituzionali, le quali non accettano "influenze" dalla Chiesa di Cristo americana (attraverso collaborazioni con altre chiese locali "allineate"), ne sovvenzioni da e per le missioni. 
È da rilevare la presenza di un gruppo particolare, l'International Churches of Christ, che ha importato in seno alla Chiesa di Cristo la dottrina del discipling (detta anche shepherding), elaborata in origine negli Stati Uniti d'America all'interno del Crossroads Church of Christ Campus Ministry nella sede di Gainesville dell'Università della Florida. Questa dottrina prevede che ogni fedele dovrebbe diventare un disciple (discepolo) che, secondo l'espressione biblica "gli uni gli altri" del Nuovo Testamento, avere un partner di formazione, attraverso il quale si possa mutualmente e reciprocamente essere aperti nel ricevere "consiglio spirituale". Nel momento in cui un discepolo si palesa più maturo dell’altro, ne diviene guida (pastore), che a sua volta deve farsi dirigere da un altro "pastore più maturo", e così via. La Chiesa di Cristo a Milano è presente con due Congregazioni di cui una è l'unica ad aver adottato quest'impostazione.
Tutte le Chiese di Cristo osservano la domenica come giorno in cui adorare Dio e celebrare regolarmente la Cena del Signore. Negli ultimi anni è sorta una nuova realtà nel torinese che, seppur al momento numericamente esigua; in quanto sabatista, si distingue da tutte le altre comunità. La Chiesa di Cristo - Torino ha infatti abbracciato il Sabato come giorno di festa, riposo e culto settimanale; e a tal proposito, il presbitero Luca Sidoti Pinto, ha allacciato un’amicizia con la Chiesa cristiana avventista del settimo giorno locale, al fine di condividere assieme il culto di adorazione a Dio nell'osservanza del Sabato. Un altro aspetto che accomuna la Chiesa di Cristo torinese con i fratelli cristiani avventisti, è nell'identificare l'arcangelo Michele come il Figlio di Dio.

## Dottrina
Sia la Chiesa di Cristo primitiva che quella contemporanea riconoscono gli insegnamenti di Gesù Cristo e quelli diffusi attraverso gli Apostoli come uniche espressioni della volontà di Dio fino al ritorno del Messia. Oggi, così come in origine, l'opera della Chiesa di Cristo contemporanea è contraddistinta dal suo apostolato messianico.
La Chiesa primitiva ricevette tali insegnamenti direttamente attraverso gli apostoli e le epistole diffuse da loro stessi; mentre quella moderna riconosce alla Bibbia (che raccoglie i suddetti insegnamenti) l'autorità di essere "Parola di Dio". Per la maggior parte dei fedeli di tutte le comunità della Chiesa di Cristo disseminate territorialmente in Italia, le traduzioni d’adozione in lingua italiana contemporanea della Sacra Bibbia, sono la Nuova Diodati e la Nuova Riveduta; mentre durante lo studio, la meditazione ed il culto familiare, e nella comprensione più letterale delle Sacre Scritture - soprattutto per i più "esperti" - viene anche adottata la Bibbia Concordata - ovvero una traduzione interconfessionale in lingua italiana, il più fedele possibile ai testi originali - curata da un gruppo di biblisti ebrei, cattolici, ortodossi e protestanti della Società Biblica Italiana.
La Chiesa di Cristo contemporanea rifiuta ogni credo ufficiale che sintetizzi la dottrina, poiché ritiene che qualsiasi documento finirebbe per sminuire l'importanza della volontà di Dio nella sua interezza, ritenendo che lo studio ed il confronto costante della Parola di Dio debba essere onere ed onore di ogni singola comunità di credenti.

## Organizzazione
La Chiesa di Cristo contemporanea non ha un'organizzazione centralizzata né un clero, ed ogni comunità è totalmente autonoma; seppur condivida con le altre gli stessi principi, intenti e le stesse peculiarità. La Chiesa di Cristo contemporanea ha come unico credo la Bibbia; celebra un culto molto semplice che si vuole ispirato al modello della Chiesa primitiva. I fedeli si ritrovano assieme più volte durante la settimana per studiare la Bibbia; per pregare; per condividere e per testimoniare la propria fede. La fratellanza è espressa anche attraverso agapi (pasti condivisi con i fratelli e le sorelle) e la partecipazione ai problemi ed ai bisogni dei fedeli. Particolare importanza riveste il culto familiare, dove tutta la famiglia si ritrova assieme per leggere la Bibbia.
La Chiesa di Cristo contemporanea prepara i fedeli adulti al battesimo attraverso il catecumenato. Il battesimo - praticato per immersione in acqua - si compie a seguito della confessione e della remissione dei peccati, attraverso la rinascita in Cristo e ricevendo lo Spirito Santo. Il battesimo cristiano rappresenta il "passo essenziale" per tutti i figli di Dio nel processo di redenzione nella salvezza spirituale.
Il battesimo dei fedeli non dev'essere necessariamente effettuato da un reggente della Chiesa: all'interno della congregazione, chiunque tra gli adulti già battezzati, in ottemperanza a quanto disposto dal volere del Signore attraverso le sacre scritture, può a sua volta officiare il battesimo (anche come conversione) di tutti coloro che, in piena consapevolezza, desiderano riceverlo.
Le singole comunità sono rette dai ministri della Chiesa di Cristo: apostoli, vescovi, pastori, anziani o collegio degli anziani, predicatori, dottori, profeti, insegnanti, evangelizzatori, diaconi e diaconesse (ovvero coloro che sono stati benedetti da Dio in virtù del loro dono spirituale).
La Chiesa di Cristo è organizzata localmente, nell'ambito del quale è preservata l'autonomia di ciascuna Chiesa: ogni Chiesa locale è considerata la fonte ultima dell'autorità. In quanto Chiese locali, Bologna e Milano, hanno ottenuto alcune forme di riconoscimento, tra cui il riconoscimento dei propri ministri di culto. Ogni Chiesa di Cristo italiana determina in piena autonomia ogni eventuale rapporto di fratellanza, collaborazione e/o amicizia con le altre chiese congregate o con altre Chiese cristiane esterne, purché sempre nella condivisione e nel rispetto della Parola di Dio ed in assoluta piena autonomia e libertà.

## Diffusione
La Chiesa di Cristo è presente in quasi tutte le nazioni del Mondo; ed in Italia è presente con 65 Chiese.